# Parafia św. Bonifacego w Rybnie
Parafia św. Bonifacego – jedyna katolicka parafia w Rybnie w powiecie mrągowskim.

## Kościół
Kościół został konsekrowany w 1855 roku. Jest budowlą z kamienia polnego, ściany szczytowe zbudowane są z cegły. Wystrój wnętrza jest skromny. Do kościoła uczęszczają Rybnianie i Kozłowianie. Kościół jest zabytkiem.